# Vuurtempel

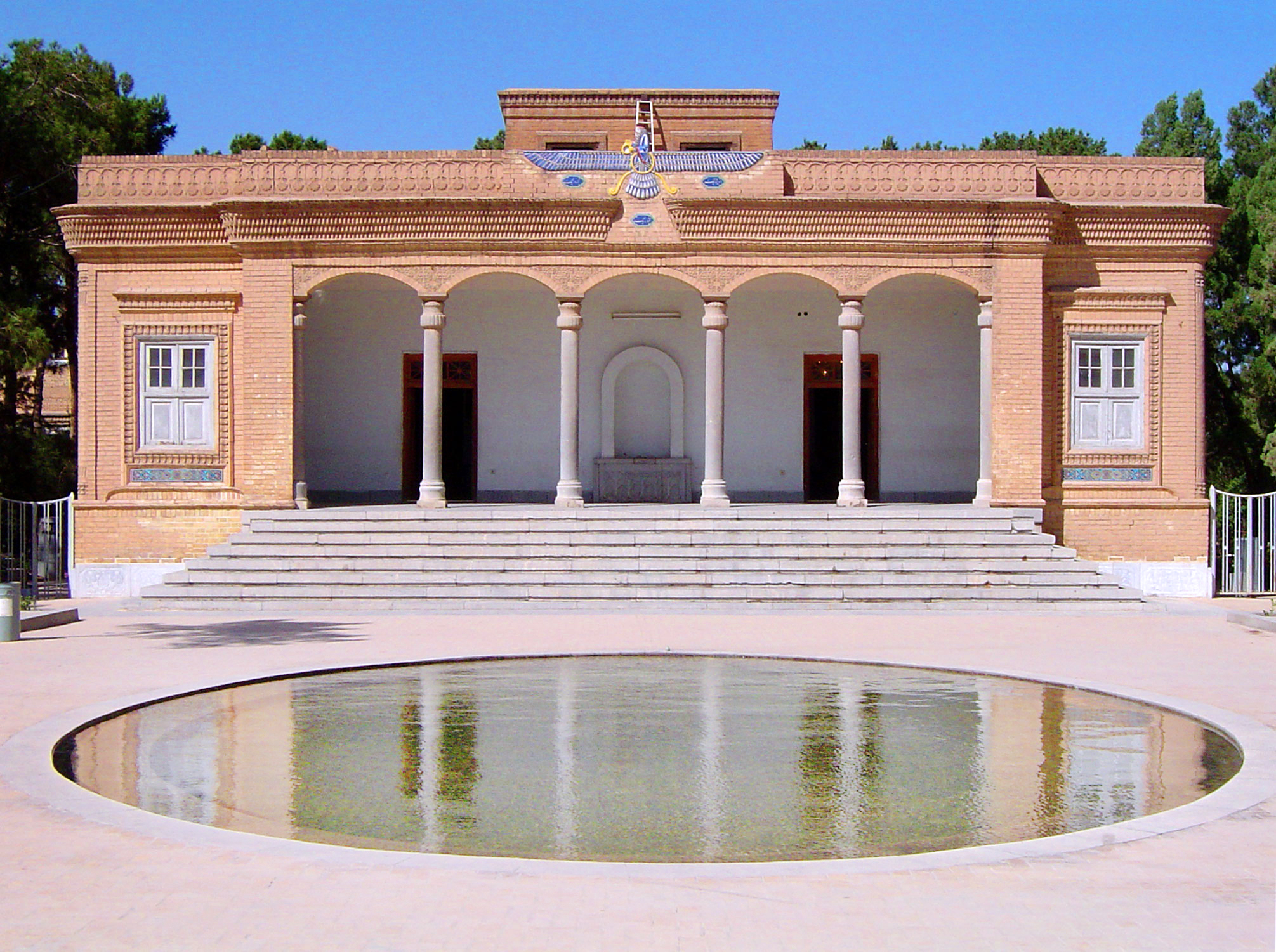
Vuurtempel in de Perzische stad Yazd.

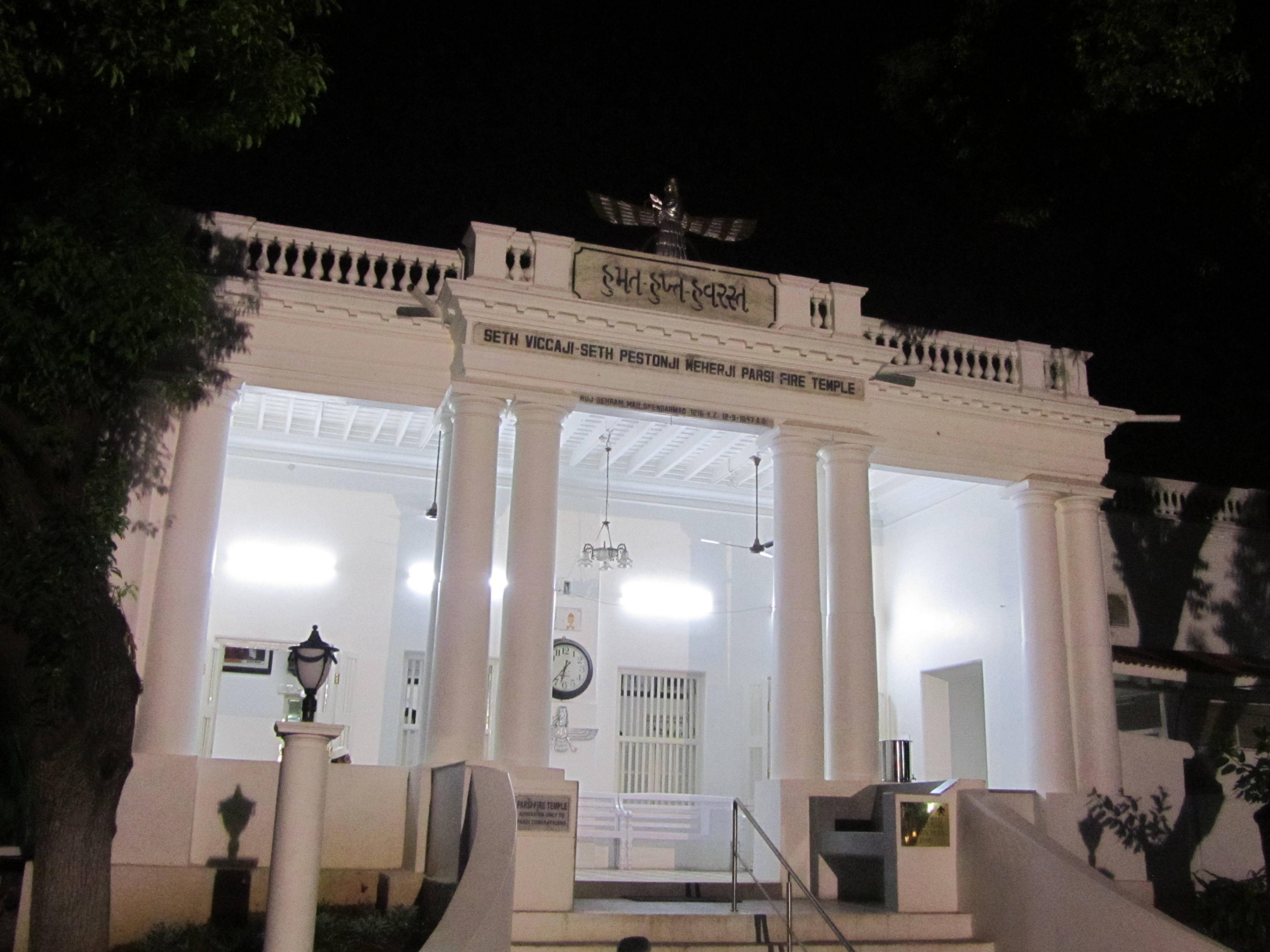
Een Parzische vuurtempel in Secunderabad, India.

Een vuurtempel (Perzisch: Atashkade / آتشکده) is een heiligdom van het Zoroastrisme. In het zoroastrisme geldt het vuur als een reinigende kracht en wordt met de waarheid geïdentificeerd. Vuurtempels zijn er vooral in Iran en het westen van India.
Een vuurtempel bestaat uit een atashgah of vuurtoren (de ruimte voorbehouden aan de priesters waar het eeuwige vuur brandt) en een pyreum (de ruimte waar het vuur tijdens ceremonies aan de gelovigen wordt getoond). Hier worden verschillende rituelen voltrokken en wordt gezongen. Het pyreum heeft vaak de vorm van een chahar taq (een open voorhof).
De eerste vuurtempels werden waarschijnlijk in het Perzische Rijk door de Achaemeniden gebouwd, maar dat zijn vaak nog eenvoudige heiligdommen. De Parthen bouwden ook vuurtempels. De bloeitijd van de tempels was tijdens het rijk van de Sassaniden. Bekend is het werelderfgoed Takht-E Soleyman in het noordwesten van Iran.
Met de opkomst van het Arabische Rijk en de islam, verdwenen ook de meeste vuurtempels maar er zijn nog steeds actieve vuurtempels.